# Фотографируя Патрицию
«Фотографируя Патрицию» (итал. Fotografando Patrizia) — фильм итальянского режиссёра Сальваторе Сампери 1984 года.

## Сюжет
Фильм повествует о шестнадцатилетнем Эмилио. Он замкнут, все время проводит дома у телевизора пока к нему не приезжает старшая сестра Патриция. Патриция пытается как-то отвлечь подростка, разнообразить его жизнь, почаще выводить его на прогулки.
Здесь прослеживается двусмысленность в отношениях между братом и сестрой. Патриция днем пытается развеселить скучающего Эмилио, а по ночам приходит к нему в комнату и рассказывает о своих любовных похождениях. Тем временем, Патриция пытается встречаться с другими мужчинами, но Эмилио либо подглядывает за ней или выслеживает её. Он испытывает к ней тайное влечение.
Но брат и сестра понимают, что близость между ними невозможна, только потому что они родственники. Преследование со стороны Эмилио, и его тяга к ней начинают докучать Патрицию, ей это все надоедает и она принимает решение уехать, но Эмилио удерживает сестру и она остается. В конце фильма, Патриция выходит замуж за Арриго, но воспользовавшись отсутствием новоиспеченного мужа, занимается любовью с Эмилио.

## В ролях
| Актёр/Актриса       | Персонаж       |
| ------------------- | -------------- |
| Моника Гуэрриторе   | Патриция Виани |
| Лоренцо Лена        | Эмилио Виани   |
| Джанфранко Манфреди | Франко Алесси  |
| Джилла Новак        | Мишель         |
| Саверио Валлоне     | Арриго         |